# DF-2
DF-2는 중화인민공화국이 최초로 개발한 중거리 탄도 미사일이다. 1발의 CHIC-4 핵탄두를 탑재했다.

## CHIC-4
폭발력 TNT 12 kt의 농축우라늄 핵폭탄이며, 1966년 최초로 실험했다. 1982년 등소평이 파키스탄에 설계도를 제공했으며, 파키스탄은 이란, 리비아, 조선민주주의인민공화국에 이 설계도를 제공했다

## 노동 1호
액체연료를 사용하는 MRBM DF-2는 조선민주주의인민공화국의 액체연료를 사용하는 MRBM인 노동 1호와 매우 유사하다. 노동 1호는 러시아의 R-21을 개량한 것으로 알려져 있다.
파키스탄에서 핵무기 개발의 아버지로 불리는 칸 박사는 "1999년 조선민주주의인민공화국을 방문했을 당시 조선민주주의인민공화국측이 세개의 완성된 핵탄두 부품이 들어있는 상자들을 보여줬다"면서 "1시간안에 미사일에 장착해 사용할 수 있다고 설명했다"고 말했다. 이미 1999년에 핵탄두 소형화가 완료되었다는 것임에도 불구하고, 서방에서는 아직도 정보가 정확하게 통일되고 있지 있다. 2011년 6월 15일, 한반도 전문가인 미국 전략국제문제연구소(CSIS)의 래리 닉시 박사는 조선민주주의인민공화국이 2012년에 미사일 탑재가 가능한 소형 핵탄두를 개발하는 데 성공할 것이라고 예상했다.

## 같이 보기
- 노동 1호 - 동급의 조선민주주의인민공화국, 이란, 파키스탄의 미사일
- R-21 - 동급의 소련 미사일